# Milan Viđak
Milan Viđak, hrvatski nogometaš i trener.

## Igračka karijera
Kao juniora Hajduka, doveo ga je u drugoj polovici 50-ih godina u RNK Split legendarni splitski trener Luka Kaliterna. Nakon nekoliko godina Milan Viđak odlazi u Karlovac i tamo ostaje četiri sezone. Potom se vraća u Hajduka, zanemarivši ponudu zagrebačke Trešnjevke, što mu je po osobnom priznanju bila velika greška. Povratkom u Hajduk nije ispunio očekivanja, pa odlazi opet u Splita, a nekoliko godina kasnije i u Solin, gdje i završava karijeru.

## Trenerski dani
Nakon dvije trenerske sezone u Solinu, Viđak dolazi u Klis gdje pet godina vodi Uskok. Potom se vraća u Splita gdje ostaje više sezona, a zatim kroz dugi niz godina vodi razne dalmatinske klubove. Među ostalima trenirao je i Junaka, Omiša, Mosora. 
 
1989./90. sa Solinom je osvojio 1. mjesto u prvenstvu HNL – Jug.

## Uspjesi u trenerskoj karijeri
Bio je trener Crvenih iz Parka mladeži sredinom 80-ih godina 20. stoljeća, u vrijeme velikih uspjeha "Splita" u tadašnjoj 2. saveznoj ligi. Pod njegovim vodstvom momčad Splita je kroz nekoliko sezona iz 4. natjecateljskog ranga (Dalmatinska liga) dospjela na čelo Druge lige i te sezone bila jesenski prvak. 

1989./90. sa Solinom je osvojio 1. mjesto u prvenstvu HNL – Jug, ali nisu uspjeli ući u Međurepubličku ligu – zapad jer su u kvalifikacijama ispali od Trešnjevke iz Zagreba.

## Vanjske poveznice
- Blaž Duplančić: Pressing: Dva na jedan – Milan Viđak i Vjačeslav Križević – povratnici u Park mladeži! . Split u rukama splitovaca!, Slobodna Dalmacija, 20. siječnja 2003.